# جوزيف عزيز
جوزيف عزيز (بالإنجليزية: Joseph Aziz) (7 يناير 1974 بأكرا في غانا - ) هو لاعب كرة قدم غاني في مركز الهجوم. شارك مع منتخب غانا لكرة القدم. أما مع النوادي، فقد لعب مع أشانتي غولد وبولونيا وارسو وشتوتغارت كيكرز وليخيا غدانسك وليغيا وارسو ونادي آوغسبورغ ونادي سبورتينغ كريستال ونادي هارتس أوف أوك وSV Babberich ‏ واينتراخت ترير 05 ‏.

## وصلات خارجية
- جوزيف عزيز على موقع قاعدة بيانات كرة القدم.إي يو (الإنجليزية)